# William Orthwein
William Bill Orthwein (16 oktober 1881 - 2 oktober 1955) was een Amerikaans waterpolospeler en zwemmer.
William Orthwein nam als waterpoloër eenmaal deel aan de Olympische Spelen; in 1904. In 1904 maakte hij deel uit van het amerikaanse team dat het brons wist te veroveren. Hij speelde voor de club Missouri Athletic Club.
Orthwein nam tevens deel aan het onderdeel 4x50 yards vrije slag, zijn team veroverde het brons.